# Irvine Page
Irvine Heinly Page (7.1.1901 - 10.6.1991) là một nhà sinh lý học người Mỹ sinh tại Indianapolis, Indiana đã góp phần quan trọng vào lãnh vực nghiên cứu chứng tăng huyết áp trong hầu như suốt 60 năm.

## Sự nghiệp
Các tác phẩm đóng góp đầu tiên của ông đã được phát hành từ đầu thập niên 1930 và tác phẩm chót của ông, "Hypertension Research: A Memoir: 1920-1960", phát hành năm 1988. Có lẽ ông nổi tiếng nhất về công trình đồng phát hiện ra serotonin năm 1948, tuy ông nổi bật về các lãnh vực như hệ renin-angiotensin, thuyết thể khảm của chứng tăng huyết áp, và việc điều trị chứng tăng huyết áp.

## Các giải thưởng và Vinh dự
- Chủ tịch Hiệp hội Tim Hoa Kỳ (1956-57)
- Giải tưởng niệm Ida B. Gould của "Hiệp hội thúc đẩy tiến bộ Khoa học Hoa Kỳ" (American Association for the Advancement of Science) (1957)
- Giải Albert Lasker cho nghiên cứu Y học cơ bản (1958)
- Giải quốc tế Quỹ Gairdner (1963)
- Giải đặc biệt của Hiệp hội Y học Hoa Kỳ (Distinguished Award of the American Medical Association) (1964)
- Giải Oscar B. Hunter (1966)
- Giải Quỹ Passano (1967)
- Giải Stouffer (nay là Giải Novartis) cho nghiên cứu chứng tăng huyết áp năm 1970
- Viện sĩ Viện Hàn lâm Khoa học quốc gia Hoa Kỳ (United States National Academy of Sciences) năm 1971
- Irvine H. Page Young Investigator Research Award Lưu trữ ngày 27 tháng 9 năm 2007 tại Wayback Machine và Irvine Page - Alva Bradley Lifetime Achievement Award của Hiệp hội Tim Hoa Kỳ được đặt theo tên ông.

Ông đã xuất bản Hồi ký của mình năm 1988.